# Stephen Grey
 (septembre 2008).
Si vous disposez d'ouvrages ou d'articles de référence ou si vous connaissez des sites web de qualité traitant du thème abordé ici, merci de compléter l'article en donnant les références utiles à sa vérifiabilité et en les liant à la section « Notes et références ».
Stephen Grey est un homme d'affaires et consultant britannique, ancien pilote de la RAF né en juin 1938. 
Il est mondialement connu pour être le fondateur, le propriétaire et PDG de The Fighter Collection, mais aussi l'auteur de plusieurs livres spécialisés. Basée à Duxford (12 km au sud de Cambridge), la collection regroupe actuellement (2010) une quinzaine de chasseurs de la Seconde Guerre Mondiale, tous en état de vol, plus une dizaine d'autres machines en phase de restauration...